# La Flûte de Pan (Picasso)
Pour les articles homonymes, voir La Flûte de Pan.
La Flûte de Pan est un tableau réalisé en 1923 par le peintre espagnol Pablo Picasso. De format vertical, cette huile sur toile représente un homme jouant de la flûte de Pan près d'un autre debout, tous deux étant seulement vêtus d'un maillot de bain blanc. L'œuvre est conservée depuis 1979 au musée Picasso, à Paris.